# La technique et le temps, 1

La Technique et le Temps, 1. La Faute d'Épiméthée, est un livre du philosophe français Bernard Stiegler, publié pour la première fois par Galilée en 1994, sur la base de sa thèse soutenue à l’École des hautes études en sciences sociales en 1993, sous la direction de Jacques Derrida,. 
La traduction anglaise Technics and Time, 1, par George Collins et Richard Beardsworth, a été publiée par Stanford University Press en 1998. La série La technique et le temps est la déclaration systématique la plus complète par Stiegler de sa philosophie, et le premier volume s'inspire des travaux de Martin Heidegger, André Leroi-Gourhan, Gilbert Simondon, Bertrand Gille, Jean-Jacques Rousseau et Jean-Pierre Vernant afin d'esquisser et développer les grandes thèses philosophiques de Stiegler. La série se compose de trois tomes. 

## Aperçu
Stiegler soutient que la «technique» forme l'horizon de l'existence humaine. Ce fait a été supprimé tout au long de l'histoire de la philosophie, qui n'a jamais cessé d'opérer sur la base d'une distinction entre épistémé et tekhne . La thèse du livre est que la genèse de la technique correspond non seulement à la genèse de ce qu'on appelle «humain» mais de la temporalité en tant que telle, et que c'est là la clé pour comprendre l'avenir du processus dynamique dans lequel l'humain  se compose techniquement. 
- La partie I mène une lecture des approches de l'histoire de la technologie et de l'origine de l'hominisation, notamment par André Leroi-Gourhan, Gilbert Simondon et Bertrand Gille . Le résultat de cette lecture est la pensée que l'histoire ne peut pas être pensée selon l'idée que l'humanité est le «sujet» de cette histoire et la technologie simplement l'objet. Lorsqu'il s'agit de la relation entre l'humain et le technique, le «qui» et le «quoi» sont dans une relation indécidable.
- La partie II est en grande partie une lecture des travaux de Martin Heidegger en termes de la considération ci-dessus. Stiegler soutient que la philosophie de Heidegger ne parvient pas à saisir de manière adéquate que, s'il existe une temporalité authentique, le seul accès à celle-ci peut se faire via des objets, des artefacts et, en général, des techniques, sans lesquels l'accès au passé et au futur est impossible comme tel. La lecture du mythe de Prométhée est cruciale pour la formulation de Stiegler de sa compréhension de l'humanité, de la technologie et du temps.

## Volumes suivants
Stiegler a publié trois volumes dans la série La technique et le temps. La faute d'Épiméthée a  été suivie par le tome 2 : La désorientation (1996) et 'le tome 3 : Le temps du cinéma et la question du mal-être (2001). Le volume deux a été publié en traduction par Stanford University Press en 2008 avec le sous-titre Disorientation, le volume trois paraissant en 2010 avec le sous-titre Cinematic Time and the Question of Malaise (les deux volumes traduits par Stephen Barker). Stiegler a parfois mentionné son intention de publier d'autres volumes dans cette série.
En 2018, c'est chose faite avec le regroupement des trois tomes, suivis de l'ouvrage Le nouveau conflit des facultés et des fonctions dans l’Anthropocène, chez Fayard, en un volume de 970 pages  (ISBN 978-2213700878).